# Fribourg (Mosel·la)
Fribourg (lorenès Fribo) és un municipi francès situat al departament del Mosel·la i a la regió del Gran Est. L'any 2007 tenia 172 habitants.

## Demografia

### Població
El 2007 la població de fet de Fribourg era de 172 persones. Hi havia 56 famílies, de les quals 12 eren unipersonals (8 homes vivint sols i 4 dones vivint soles), 24 parelles sense fills, 16 parelles amb fills i 4 famílies monoparentals amb fills.
La població ha evolucionat segons el següent gràfic:
Habitants censats

### Habitatges
El 2007 hi havia 90 habitatges, 64 eren l'habitatge principal de la família, 20 eren segones residències i 5 estaven desocupats. 85 eren cases i 4 eren apartaments. Dels 64 habitatges principals, 60 estaven ocupats pels seus propietaris i 4 estaven llogats i ocupats pels llogaters; 1 tenia una cambra, 1 en tenia dues, 4 en tenien tres, 6 en tenien quatre i 52 en tenien cinc o més. 54 habitatges disposaven pel capbaix d'una plaça de pàrquing. A 24 habitatges hi havia un automòbil i a 33 n'hi havia dos o més.

### Piràmide de població
La piràmide de població per edats i sexe el 2009 era:
| Homes | Edats   | Dones |
| ----- | ------- | ----- |
| 0     | 95 o +  | 0     |
| 0     | 90 a 94 | 0     |
| 0     | 85 a 89 | 0     |
| 0     | 80 a 84 | 4     |
| 0     | 75 a 79 | 0     |
| 8     | 70 a 74 | 0     |
| 8     | 65 a 69 | 8     |
| 0     | 60 a 64 | 4     |
| 4     | 55 a 59 | 0     |
| 0     | 50 a 54 | 4     |
| 4     | 45 a 49 | 0     |
| 12    | 40 a 44 | 8     |
| 0     | 35 a 39 | 4     |
| 16    | 30 a 34 | 4     |
| 4     | 25 a 29 | 4     |
| 4     | 20 a 24 | 0     |
| 0     | 15 a 19 | 8     |
| 4     | 10 a 14 | 8     |
| 0     | 5 a 9   | 0     |
| 4     | 0 a 4   | 4     |

## Economia
El 2007 la població en edat de treballar era de 107 persones, 83 eren actives i 24 eren inactives. De les 83 persones actives 74 estaven ocupades (44 homes i 30 dones) i 9 estaven aturades (2 homes i 7 dones). De les 24 persones inactives 11 estaven jubilades, 8 estaven estudiant i 5 estaven classificades com a «altres inactius».

### Ingressos
El 2009 a Fribourg hi havia 64 unitats fiscals que integraven 174,5 persones, la mediana anual d'ingressos fiscals per persona era de 16.867 €.

### Activitats econòmiques
Dels 2 establiments que hi havia el 2007, 1 era d'una empresa de serveis i 1 d'una empresa classificada com a «altres activitats de serveis».
L'any 2000 a Fribourg hi havia 19 explotacions agrícoles que ocupaven un total de 1.188 hectàrees.

## Equipaments sanitaris i escolars
El 2009 hi havia una escola elemental integrada dins d'un grup escolar amb les comunes properes formant una escola dispersa.

## Poblacions més properes
El següent diagrama mostra les poblacions més properes.